# Laurent Kavakure
Laurent Kavakure est un homme politique burundais. 

## Carrière politique
Il est ministre des Relations extérieures et de la Coopération internationale depuis 2011,. Il a été ambassadeur du Burundi en Belgique de 2006 à 2010.

## Distinctions
- Grand-croix de l'ordre de la Couronne (2010)[4]